# عصا هارون
عَصَا هَارُونِ هي العصا التي حملها هارون شقيق موسى، حسب التوراة فإن العصا الخاصة بهارون كانت لها معجزات مثل عصا موسى، وهناك مناسبتان يتحدث فيهما الكتاب المقدس عن قوة العصا.

## في الكتاب المقدس
في ثقافة بني إسرائيل كانت العصا رمزًا للسلطة، وأداة يستخدمها الراعي لتصحيح وتوجيه قطيعه.

عندما تمرد قارون أو قورح على موسى وهارون، عاقب الرب المتمردين بوباء، وانتهى فقط بشفاعة موسى وهارون. بعدها أمر موسى كل سبط من الأسباط الاثني عشر أن يتخد عصا، ويكتب اسم رئيس السبط على عصاه، وكتب اسم هارون على عصا لاوي. وأخذ موسى الاثنتا عشرة عصا ووضعها في خيمة الشهادة، وفي اليوم التالي دخل موسى إلى خيمة الشهادة وإذ عصا هارون قد أفرخت، وأخرجت فروخًا وأزهرت زهرًا وأنضجت لوزًا. واعتُبِرَ هذا دليل على الحق الحصري في الكهنوت لأبناء سبط لاوي.

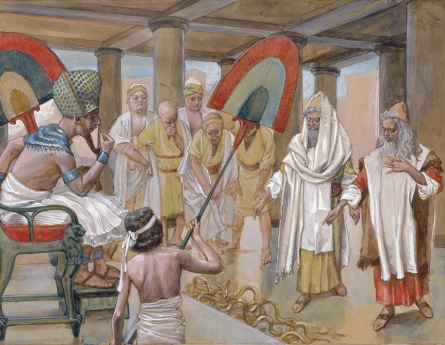
جيمس تيسو، عصا هارون والعصي الأخرى.

يعتقد بعض علماء الكتاب المقدس أن عصا هارون التي أُفرخت هي نفسها العصا التي كان يحملها موسى في يده في جبل حوريب، والتي أجرى بها معجزاته في مصر، فقد سميت في العهد القديم تارة بـ «عصا الله»، تارة بـ «عصا موسى» أو «عصا هارون». بينما يذكر السياق الوارد في القرآن عن عصا موسى، أن عصا موسى هي عصاه التي كانت معه في مدين وأتى بها إلى مصر، ومر بها على جبل الطور حين كلمه ربه لأول مرة وأمره بإلقاء عصاه فتحولت إلى حيَّة، ثم أمسك بها مرة أخرى فعادت عصا كما كانت.
تؤكد الرسالة إلى العبرانيين 9: 4 أن العصا كانت محفوظة في تابوت العهد؛ فيقول كاتب الرسالة: «قسط من ذهب فيه المن، وعصا هارون التي أفرخت ولوحا العهد».